# جوزپه فاوالی
جوزپه فاوالی (به ایتالیایی: Giuseppe Favalli) بازیکن فوتبال و اهل ایتالیا است 

## تیم ملی
از سال ۱۹۹۴ میلادی عضو تیم ملی فوتبال ایتالیا بوده و در ۸ بازی ملی حضور داشته‌است. او در بازی‌های ملی‌اش گلی به ثمر نرساند.
جوزپه فاوالی آخرین بازی ملی خود را در سال ۲۰۰۴ میلادی انجام داد.